# Бобряне

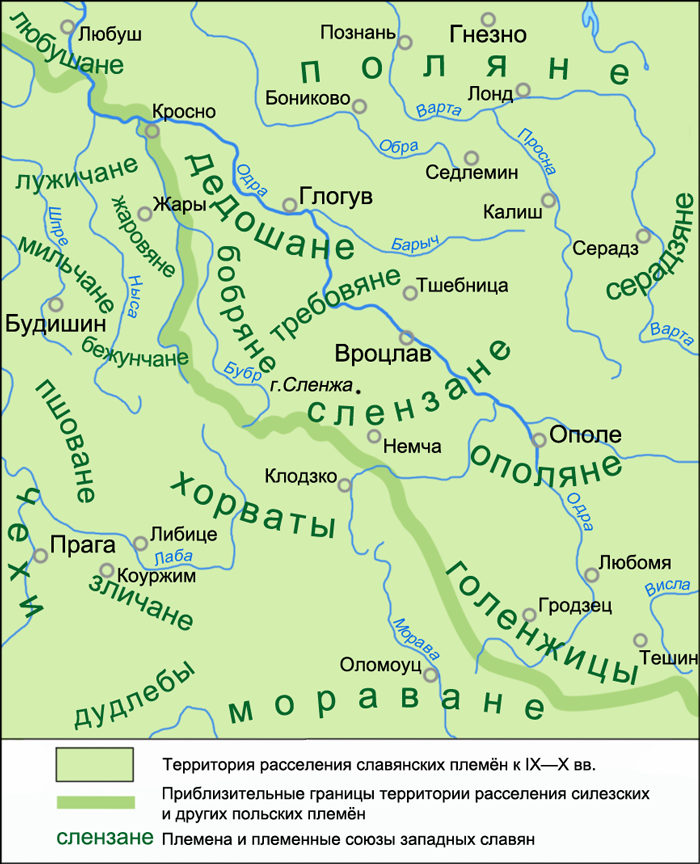
Бобряне на карте славянских племён Силезии в IX—X веках

Бобряне — западнославянское племя (IX—XI века), вероятно, немногочисленное и находящееся в зависимости от соседних дедошан.
Племя получило своё название от реки Бубр, где найдены следы их селений. Их существование было подвергнуто сомнению, в основном из-за малого количества сообщений, в которых они упоминаются. Нет упоминания о них ни в Баварском географе IX века, ни в записях немецкого летописца Титмара Мерзебургского.
Единственный источник, который упоминает об этом племени — Пражский документ 1086 года, в котором дана информация о границах пражского епископства в 973 году, там же упоминаются пять силезских племен: силезские хорваты, слензане, требовяне, бобряне, дедошане. Археологические данные подтверждают, что племя жило в этом районе до лесов Нижней Силезии вдоль средней части Бубра.